# Megaselia crassicostata
Megaselia crassicostata är en tvåvingeart som beskrevs av Rudolf Beyer 1965. Megaselia crassicostata ingår i släktet Megaselia och familjen puckelflugor. Inga underarter finns listade i Catalogue of Life.